# Le Trioulou
Le Trioulou là một xã ở tỉnh Cantal, thuộc vùng Auvergne-Rhône-Alpes ở miền trung nước Pháp.

## Dân số
| Năm    | 1962 | 1968 | 1975 | 1982 | 1990 | 1999 | 2008                         |
| ------ | ---- | ---- | ---- | ---- | ---- | ---- | ---------------------------- |
| Dân số | 177  | 191  | 165  | 138  | 127  | 99   | 101 sansdoublescomptes= 1968 |

### Liens internes
- Xã của tỉnh Cantal